# Idmon (bướm nhảy)
Idmon là một chi bướm ngày thuộc họ Bướm nâu.

## Các loài
- Idmon bicolora XL. Fan & M. Wang, 2007
- Idmon distanti (Shepard, 1937)
- Idmon flavata XL. Fan & M. Wang, 2007
- Idmon fujianana (Chou & Huang, 1994)
- Idmon latifascia (Elwes & Edwards, 1897)
- Idmon obliquans (Mabille, 1893)
- Idmon sinica (H. Huang, 1997)